# S.O.S. Coast Guard

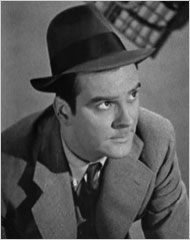
Ralph Byrd, que personifica o Tenente da Guarda Costeira Terry Kent no seriado.

S O S Coast Guard (bra Guarda-Costa Alerta) é um seriado estadunidense de 1937, gênero ação, dirigido por Alan James e William Witney, em 12 capítulos, estrelado por Ralph Byrd, Bela Lugosi e Maxine Doyle. O seriado foi produzido e distribuído pela Republic Pictures, veiculando nos cinemas estadunidenses a partir de 28 de agosto de 1937.
Foi o 7º dos 66 seriados produzidos pela Republic Pictures. O enredo apresenta o cientista louco Boroff (Bela Lugosi) tentando vender uma super-arma pelo maior preço, opondo-se ao Tenente da Guarda Costeira Terry Kent (Ralph Byrd), por razões pessoais e profissionais.

## Sinopse
Boroff é um cientista louco que inventou um Desintegrador a gás, e tem planos para contrabandeá-lo para alguns compradores em Morovania. Quando seu navio, o Carfax, fica preso nas rochas no primeiro capítulo, a guarda costeira vem para resgatá-lo. Reconhecido pelos repórteres, Jean e Snapper, Boroff corre e mata o integrante da guarda costeira Jim Kent, que é irmão do Tenente Terry Kents.
Como o gás é feito das substâncias raras Arnatite (que é radioativo) e Zanzoid, Boroff tenta adquirir mais destes materiais (incluindo o aproveitamento de fontes de arnatite do Carfax afundado). Ao seu encalço está a Guarda Costeira, liderada por Kent, e dois repórteres, com o auxílio de perito de irmão químico de Jean, Dick.
Eventualmente, Terry encontra e lidera um pelotão contra o esconderijo do cientista, com a bomba de gás Desintegradora explodindo em torno deles.

## Elenco
- Ralph Byrd … Terry Kent
- Bela Lugosi … Boroff. O nome é similar, e possivelmente baseado no rival de Bela Lugosi, Boris Karloff[3]
- Maxine Doyle … Jean Norman, Repórter. Maxine posteriormente casou com o diretor William Witney, tendo-o conhecido justamente durante as filmagens deste seriado[4]
- Richard Alexander … Thorg, servente lobotomizado de Boroff
- Lee Ford … Snapper McGree, Repórter
- Herbert Rawlinson … Boyle
- John Picorri … G. A. Rackerby, cientista que trabalha para Boroff
- Lawrence Grant … Capanga de Rabinisi
- Thomas Carr … Jim Kent
- Carleton Young … Dodds
- Allen Connor … Dick Norman
- George Chesebro … L.H. DeGado
- Ranny Weeks … Wies
- Yakima Canutt ... Homem do mar (não-creditado)
- Rex Lease (não-creditado)

## Produção
S O S Coast Guard foi orçado em $107,217 mas seu custo final foi $128. Foi o mais caro seriado da Republic de 1937, e o mais caro até a produção de Lone Ranger, em 1938. Foi produzido entre 10 de junho e 15 de julho de 1937, sob número 422.
O diretor William Witney conheceu sua primeira esposa, Maxine Doyle, enquanto dirigia o seriado.

## Lançamento

### Cinema
O lançamento oficial de SOS Coast Guard' foi datado em 28 de agosto de 1937, apesar de essa ser considerada a data da liberação do 6º capítulo. Uma versão reduzida, com 71 minutos, criada com cenas do seriado e algumas cenas adicionais, foi lançada em 16 de abril de 1942. Este foi um dos 14 seriados que a Republic transformou em filme.

## Capítulos
1. Disaster at Sea (30 min 3s)
2. Barrage of Death (19 min 46s)
3. The Gas Chamber (18 min 40s)
4. The Fatal Shaft (19 min 35s)
5. The Mystery Ship (18 min 31s)
6. Deadly Cargo (18 min 4s)
7. Undersea Terror (15 min 46s)
8. The Crash! (16 min 34s)
9. Wolves at Bay (15 min 56s)
10. The Acid Trail (16 min 58s)
11. The Sea Battle (17 min 12s)
12. The Deadly Circle (17 min 3s)

Fonte: